# Рёйи (Эндр)
Рёйи́ (фр. Reuilly) — коммуна во Франции, в регионе Центр, департамент Эндр, округ Исудён.
Коммуна расположена на расстоянии около 200 км на юг от Парижа, 95 км на юг от Орлеана, 45 км на северо-восток от Шатору.
Основу экономики составляет производство вина. Виноградники занимают площадь около 150 га. Выращивают три сорта винограда: совиньон, пино нуар и пино гри.
С 1953 года ежегодно на Пасху в Рейи проходит фестиваль вина.

## Население
Население — 1 991 человек (2007).
| 1793  | 1800  | 1806  | 1821  | 1831  | 1836  | 1841  | 1846  | 1851  | 1856  | 1861  | 1866  | 1872  | 1876  | 1881  | 1886  | 1891  |
| ----- | ----- | ----- | ----- | ----- | ----- | ----- | ----- | ----- | ----- | ----- | ----- | ----- | ----- | ----- | ----- | ----- |
| 1 712 | 1 671 | 1 762 | 1 859 | 2 185 | 2 297 | 2 241 | 2 418 | 2 586 | 2 524 | 2 568 | 2 632 | 2 667 | 2 719 | 2 735 | 2 776 | 2 714 |

| 1896  | 1901  | 1906  | 1911  | 1921  | 1926  | 1931  | 1936  | 1946  | 1954  | 1962  | 1968  | 1975  | 1982  | 1990  | 1999  | 2007  |
| ----- | ----- | ----- | ----- | ----- | ----- | ----- | ----- | ----- | ----- | ----- | ----- | ----- | ----- | ----- | ----- | ----- |
| 2 610 | 2 569 | 2 535 | 2 578 | 2 222 | 2 091 | 2 052 | 1 918 | 2 078 | 2 058 | 2 011 | 2 020 | 2 036 | 2 017 | 1 952 | 1 963 | 1 991 |

## Достопримечательности
- Романская церковь конца XI века
- Замок Ферте (фр. Château de la Ferté), XVII век
- Музей винограда и вина
- Музей шампанского berrichonne

## Известные люди, связанные с городом
- Мариус Жакоб — анархо-иллегалист, стал прототипом героя произведений французского писателя Мориса Леблана — Арсена Люпена — «вора-джентльмена». Жил в Рейи с 1939 года до своей смерти в 1954 году.

## Фотографии

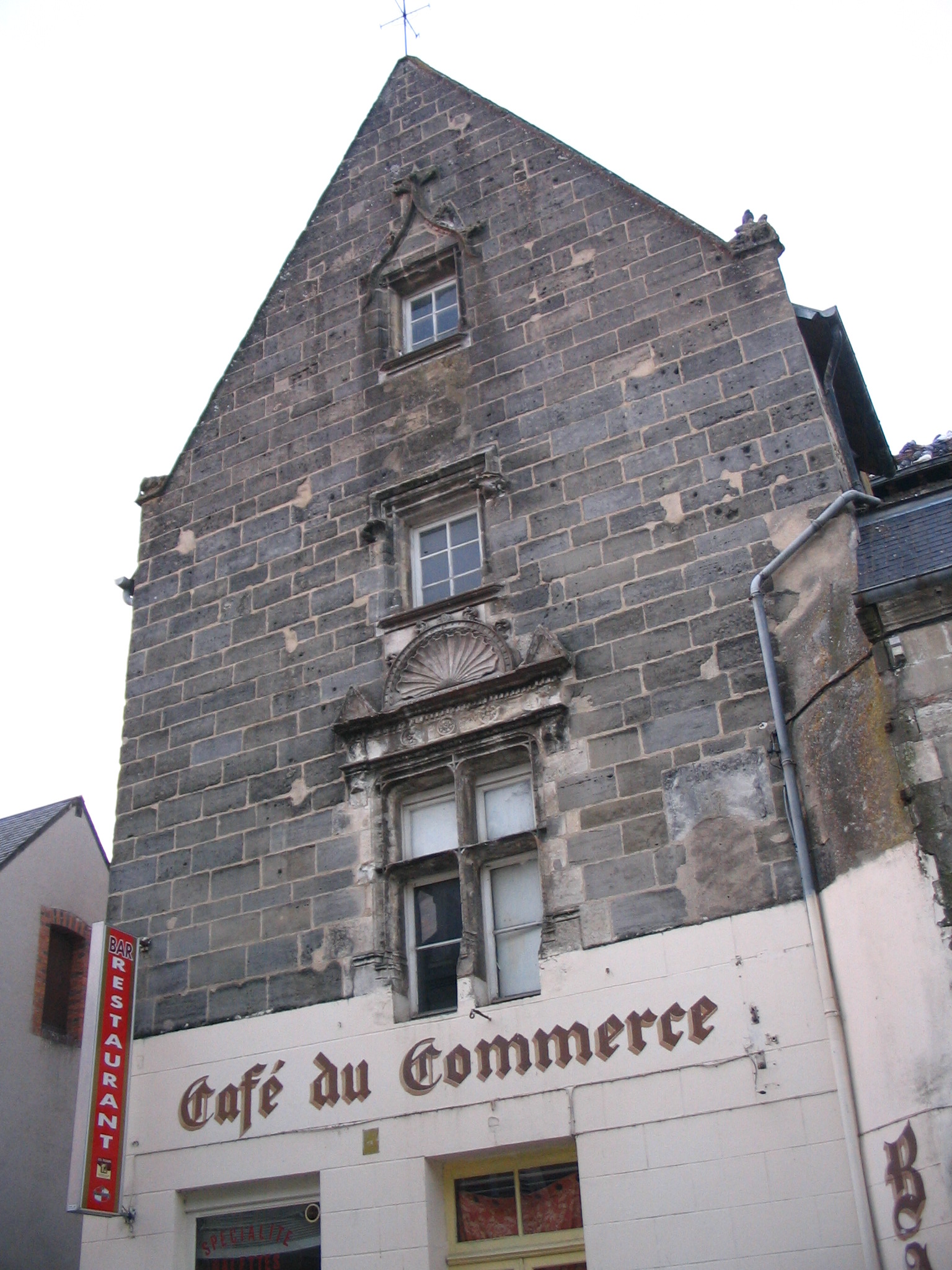
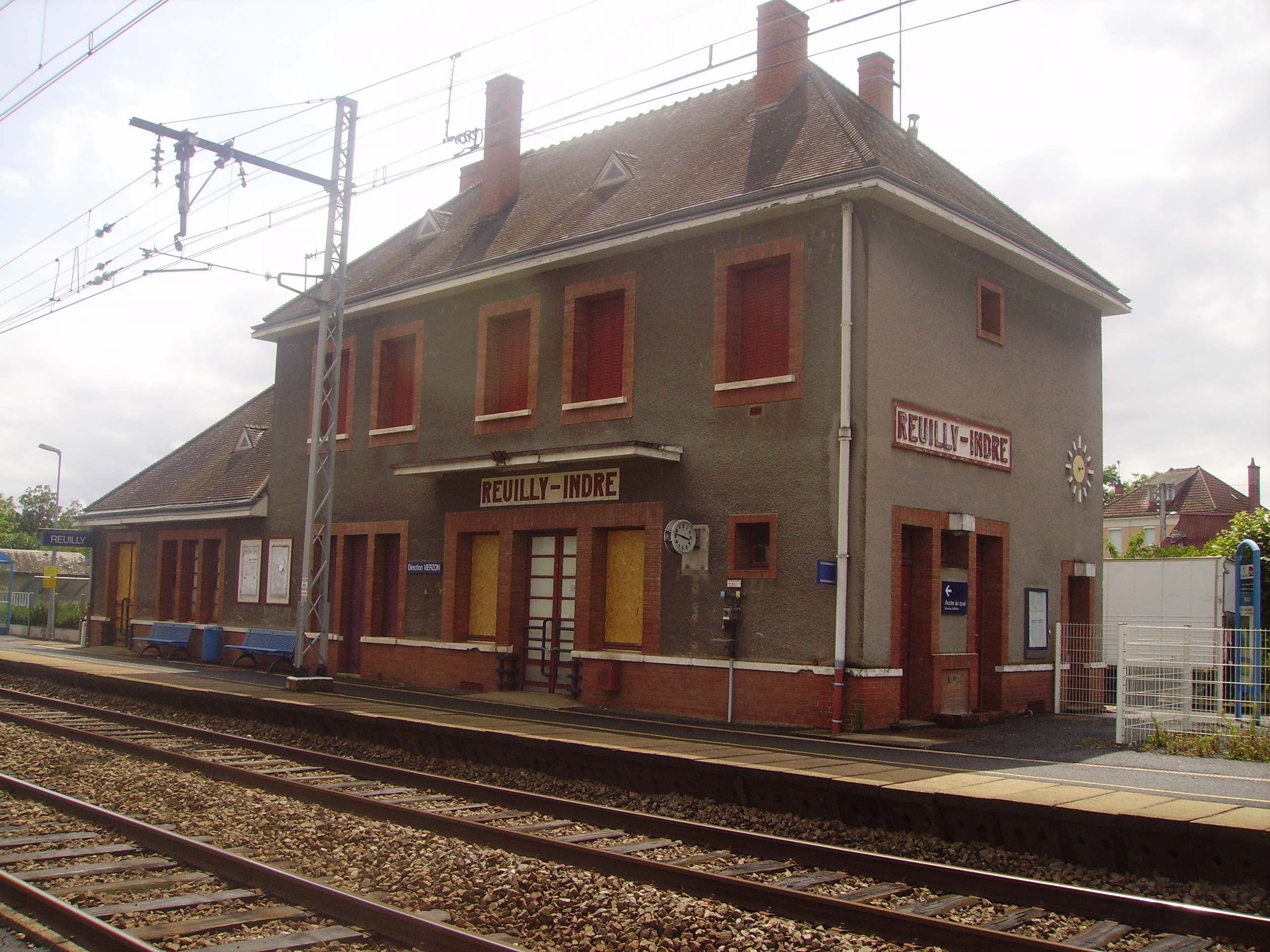
Железнодорожный вокзал
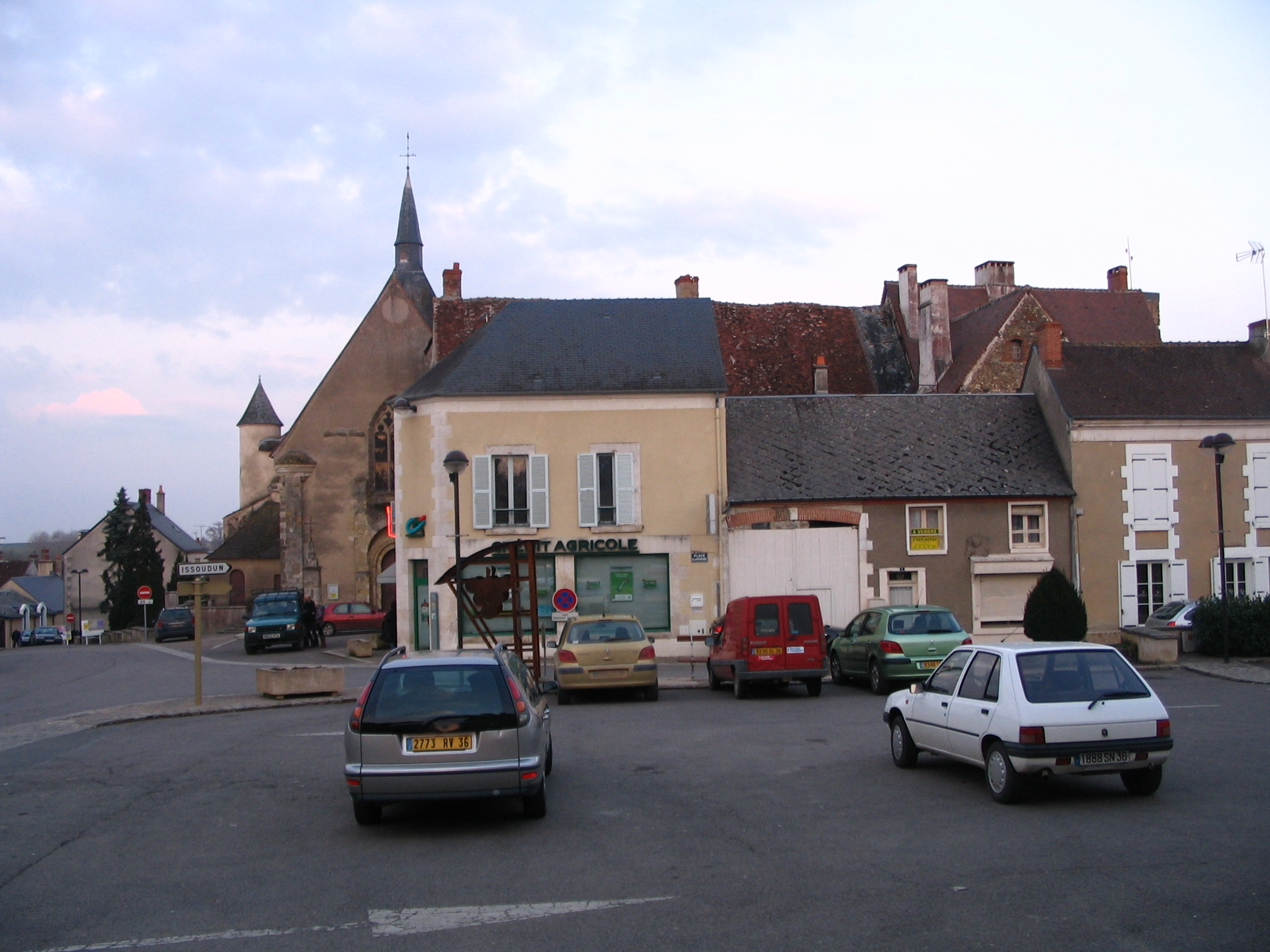
Главная площадь
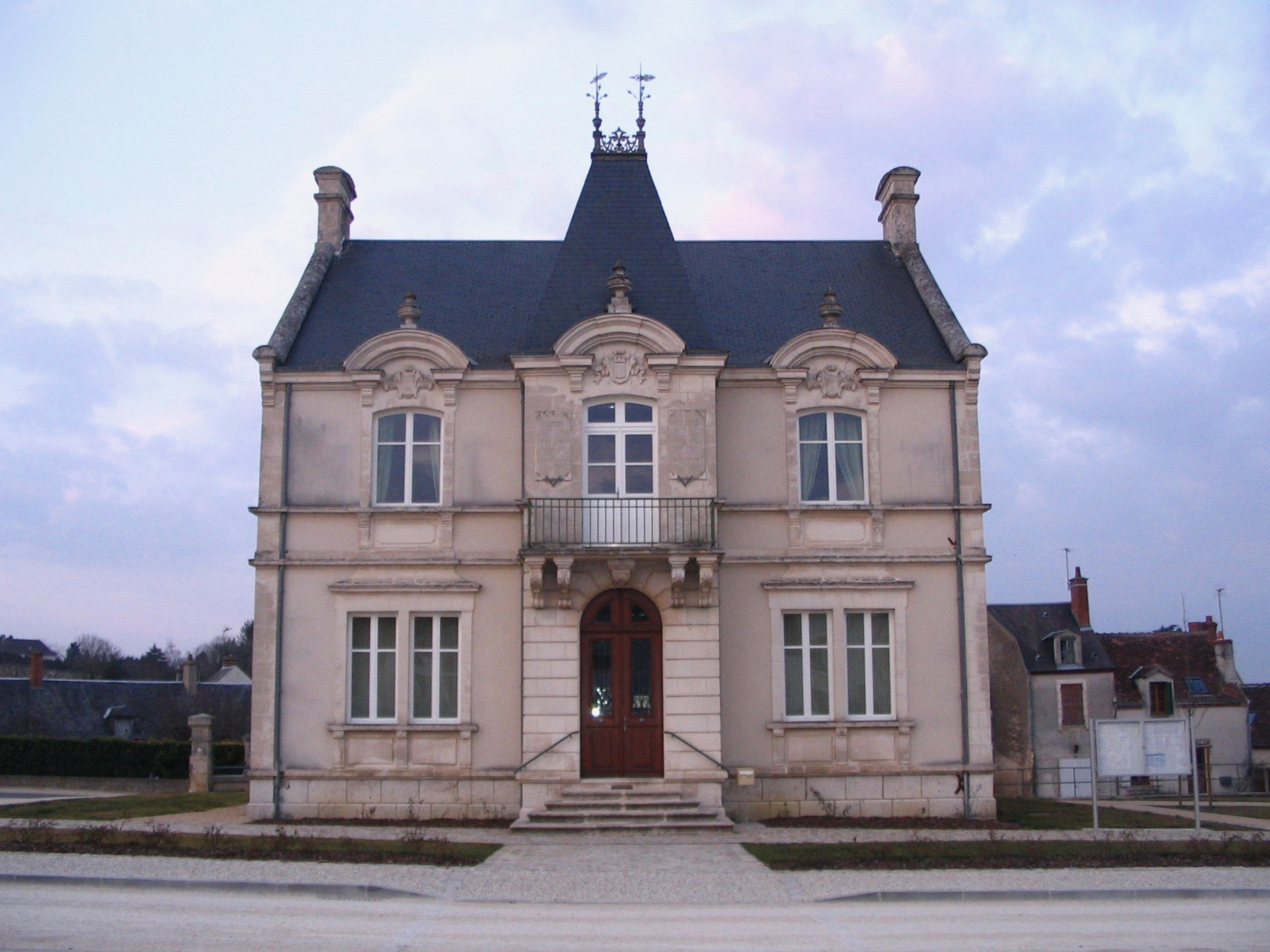
Мэрия